# Pullman (Washington)
Pour les articles homonymes, voir Pullman.
Pullman est une ville américaine située dans le comté de Whitman dans l'État de Washington. Lors du recensement de 2010, elle est peuplée de 29 799 habitants.
Cette ville abrite un campus principal de l'université d'État de Washington et la « Banque de graines » de la Western Regional Plant Introduction Station

## Histoire
Lieu initialement baptisé Three Forks en référence aux trois rivières coulant non loin des habitations, la ville est rebaptisée en 1884 en l'honneur de l'industriel George Pullman. 